# Elodie
Elodie Di Patrizi, coneguda artísticament com a Elodie   (Roma, 3 de maig de 1990), és una cantautora i actriu italiana. Després d'acabar al segon lloc durant la quinzena edició del concurs de talents Amici di Maria De Filippi, arribà a la consagració popular participant al Festival de Sanremo l'any 2017 amb la cançó "All my fault". Participà de nou com a competidora a l'edició del 2020 del festival amb el títol "Andromeda" i va ser copresentadora a la segona nit de l'edició 2021.
Elodie és una fervent i ferma defensora dels drets i reivindicacions de les comunitats LGBTQIA+ (juntament amb la seva germana Fey, declaradament homosexual) i el juny de 2022 va esdevenir la padrina de la desfilada de l'Orgull a Roma. També s'ha oposat a la política, i l'ha criticada repetidament, dels més famosos exponents de l'extrema dreta italiana Giorgia Meloni i Matteo Salvini.
Elodie Di Patrizi nasqué el 3 de maig de 1990 a la vila romana de Quartaccio d'un pare italià artista de carrer i d'una mare criolla francesa, antiga model i ballarina, originària de Guadalupe (França). Els pares es van separar quan Elodie i la seva germana, Fey, encara eren molt petits. Ben jove, es va traslladar a Lecce, on va treballar a les discoteques, primer com a ballarina i després com a vocalista.
Va cursar batxillerat sociopedagògic fins al cinquè curs, sense obtenir el títol.
Elodie va debutar l'any 2015 al programa de talents Amici di Maria De Filippi (on ja havia intentat entrar el 2009), assolint el segon lloc i guanyant el Vodafone Journalist Critics Award i el RTL 102.5 Award - Amici alla radio. Durant el mateix període va arribar al mercat musical amb el seu primer àlbum Another life, produït per Luca Mattioni i Emma Marrone, que va aconseguir la segona posició de la llista italiana d'àlbums, a més de ser certificat or per la FIMI per més de 25.000 còpies venudes. El llançament va anar acompanyat del senzill homònim "Another Life", escrit per Fabrizio Moro, a la ràdio des del 20 de maig però que ja es podia obtenir amb la pre-comanda del disc, i que durant la setmana 45 del mateix any va rebre el disc d'or amb més de 25.000 còpies venudes.
El segon senzill extret va ser "Love you will have", escrit entre d'altres per Emma Marrone, que va permetre que Elodie guanyés el premi Episode Award - Song of the Summer durant el segon episodi del Summer Festival. Durant l'estiu, l'Elodie estava ocupada amb l'Another Life Instore Tour. Va ser convidada, a més de nombrosos actes de cant, el 28 d'agost al concert de Loredana Bertè a Castiglione della Pescaia amb motiu de l'Amiche Sì Tour 2016 de la cantant.

## Discografia
- Un'altra vita (2016)
- Tutta colpa mia (2017)
- This Is Elodie (2020)
- OK. Respira (2023)